# راشد الحماد
راشد الحماد (1939 - )؛ نائب رئيس مجلس الوزراء للشؤون القانونية ووزير العدل ووزير الأوقاف والشؤون الإسلامية الكويتي السابق (2009 - 2011).

## السيرة الذاتية
راشد عبد المحسن الحماد مواليد الكويت عام 1939 ، تخرج عام 1963 من كلية الشريعة في جامعة الازهر جمهورية مصر العربية ، في بداية حياته الدراسية أراد الالتحاق بسلك التدريس الا ان ظروفا معينة حالت دون تحقيق ذلك.

## المناصب والسيرة العلمية
- التحق بالعمل بوزارة العدل – إدارة التنفيذ.
- عين قاضيا بالمحكمة الكلية عام 1966 وندب مديرا لإدارة التنفيذ بالإضافة إلى عمله القضائي.
- عين مستشارا بمحكمة الاستئناف العليا عام 1976.
- عضو المحكمة الدستورية منذ عام 1976.
- عين رئيسا لمحكمة الاستئناف عام 1991.
- عضو المجلس الأعلى للقضاء منذ عام 1991.
- رئيس إحدى اللجان العلمية بالموسوعة الفقهية بوزارة الأوقاف والشئون الإسلامية.
- المشاركة بعدة لجان تشريعية ومؤتمرات وندوات عربيا وخليجيا.
- عين نائبا لرئيس محكمة التمييز عام 2003.
- عين رئيسا لمحكمة التمييز عام 2004.
- رئيس المحكمة الدستورية عام 2004.
- رئيس المجلس الأعلى للقضاء عام 2004.
- رئيس اتحاد المجالس والمحاكم الدستورية للدورة الحالية (2003 إلى 2005).
- رئيس مجلس القضاء الأعلى ورئيس المحكمة الدستورية ورئيس محكمة التمييز.

## وصلات خارجية
- راشد عبد المحسن الحماد